# Первокубанский
Первокубанский — хутор в Успенском районе Краснодарского края России.
Входит в состав Маламинского сельского поселения.
В 2002 году сильно пострадал от наводнения. В настоящее время покинут жителями.

## Географическое положение
Хутор находится на левом берегу Кубани, в 6 км выше по течению (восточнее) села Маламино, на границе со Ставропольским краем.
Единственная улица хутора носила название Советская.

## Население
| 2002 | 2010 |
| ---- | ---- |
| 0    | →0   |